# 林釵娟
林釵娟（2000年1月3日—）為臺灣女子籃球運動員，來自澎湖馬公，畢業於馬公國中，2014年參加電信女籃在澎湖舉辦的三對三公益比賽時被南山高中女籃教練楊淑淨找進球隊，2018年林釵娟升學至國立臺灣師範大學。2023年7月在WSBL選秀第二輪獲得台電女籃青睞。